# 幅寄せ
幅寄せ（はばよせ）とは、自動車や車両などの運転における行為の一つ。次の全く異なる二つの運転行為の意味で用いられる。
- 車両を小刻みに繰り返し前進・後退させ、元の位置から横に移動させる運転方法
- 走行中の車両を、並走する他の車両等に側方から接近させる行為

## 車を横に寄せる運転方法としての幅寄せ
ハンドルを操作しながら自車を少し前進・後退させ、元の位置より少し横に寄せる運転方法である。駐車・停車のとき、本来駐停車すべき位置からずれて停車してしまった場合に正しい駐停車位置に寄せるために用いられる。
まず寄せたい方向にハンドルを切ってゆっくり前進し、ハンドルを戻し、車体と前輪をまっすぐにして停車する。続いて寄せたい方向にもう一度ハンドルを切って後退し、ハンドルを戻し、車体と前輪をまっすぐにして駐停車したい位置に停車する。寄せ幅が少ないときは前進時あるいは後退時のみにハンドル操作を行う場合もある。

## 並走する他の車両等や、歩行者に接近する危険行為としての幅寄せ
車両を運転中に並走する他の車両等や、歩行者に接近して走行する危険運転行為を指す。
道路交通法第71条1項五号の四では、初心運転者標識、高齢運転者標識、身体障害者標識、聴覚障害者標識、仮免許練習中標識を付けた車（教習車など）には、危険を避けるためやむをえない場合を除き、故意に幅寄せをする行為を禁止している（初心運転者等保護義務違反）。
なお、他の車両等に対し、妨害のため危険な方法で故意に、走行中に幅寄せや割込み等で著しく接近した場合は道路交通違反（妨害運転）の罪に問われる。また、同様に他の歩行者や車両に対して著しく接近しその結果他人を死傷させた場合には、危険運転致死傷（妨害運転致死傷）の罪に問われる。初心運転者等保護義務違反においては、人身事故やその程度の危険に至らない行為であっても違反となる。